# Александър Дяков
Александър Цветанов Дяков е български скулптор. Произведенията му са характеризирани като дръзки и провокативни – и реализираните, и неосъществените. Две от най-силните му творби са „Дух и материя“ и „Корозия“. Художник-постановчик на редица български филми. Известен бунтар и бохем.

## Биография
Роден е на 28 май 1932 година в София. Син е на Цветан Дяков, народен представител преди Деветосептемврийския преврат, осъден от т. нар. народен съд, и внук на Пеню Цветков Дяков, народен представител, съратник на Стефан Стамболов. По линия на майка си Невена е внук на Иван Хаджиниколов от Кукуш, български учител, един от основателите на Вътрешната македоно-одринска революционна организация (ВМОРО).
Като 13-годишен ученик започва да тренира бокс в „Славия“ и печели неколкократно шампионската титла. Следва скулптура в Художествената академия при Михаил Кац, завършва през 1958 година. Отличен е на Националната младежка изложба с „Права фигура“ (Зидарчето) през 1962 година.
Участва в национални изложби, негови работи са представени в Париж, Венеция, Антверпен, Равена, в Австралия. Произведенията му са характеризирани като дръзки и провокативни – и реализираните, и неосъществените. Две от най-силните му творби са „Дух и материя“ и „Корозия“. Много от произведенията му изчезват през годините; сред тях са „Септември“ (изчезнала от Националната художествена галерия), „Колесницата“ (изчезнала от управление „Архитектура и благоустройство“ – София), „Минута преди разстрела“.
Александър Дяков е художник-постановчик на редица филми – „Хроника на чувствата“, „Веригата“, „Вълчицата“, „Спомен за близначката“, „Хемингуей“, „Бащата на яйцето“, „Може би фрегата“ и други.
Играе във филмите  „С любов и нежност“, „Смъртта на заека“  и „Бащата на яйцето“.
Един от неосъществените му проекти е посветен на атентата в църквата „Света Неделя“ – разбита камбана. На мястото, където днес е паметникът на света София, Александър Дяков иска да създаде 24-метрова благославяща десница, да бъде като арка над булеварда. Друг проект, наречен „Трибрат“, обединява трите основни религии; нереализиран е въпреки обществената подкрепа и подкрепата на дипломати. Дяков представя и свой проект за актуализиране на Паметника на Съветската армия в София. „Скулптурата и архитектурата според мен са единствените изкуства, в които няма отрицателен образ – казва Дяков. – Както не можеш да строиш храм в архитектурата, за да осмееш Бога, или дворец, за да осмееш монарха, така и в скулптурата можеш да правиш паметник на жертвите, но не трябва да изобразяваш окупатора. Не е редно народ, който се самоуважава, да издига в центъра си – и на столицата, и в другите големи градове – Пловдив, Бургас, паметник на поробителя си. Тези, които обявиха война на България и ни окупираха на 8 септември 1944 г., са си вярвали, че това, което вършат, е нещо положително, въпреки че след тяхното идване бяха избити толкова много хора у нас. Но те са възпитани в този дух, че „идват с добро“, и когато „застанат“ под Христовата десница – получават опрощение. В същото време това е послание – „Човек за човека е брат“. Или ако щете – „Бог е любов“.
За нереализираните си творби той казва: „Работата на скулптора е да прави скулптури, а не да ги уговаря“.
Член е на Съюза на българските художници и на Съюза на филмовите дейци. Поради смелото му държане Светлин Русев разказва, че всеки път на общи събрания треперели да не би Сашо Дяков да се изправи и да вземе думата.
Обявен е за почетен гражданин на София (2012).
Има два брака: с Розалия Бикс и Таня Дякова; от първия брак има дъщеря, а от втория – син.
Умира на 3 юни 2018 година в София.

## Изложби (непълно)
През 2012 година се състои ретроспективна изложба за 80-годишнината му (галерия „Райко Алексиев“).
2001 – изложба „Проекти ХХ век“.
2016 – изложба „Форми на съпротивата“ в Софийска градска художествена галерия.

## За него
За Александър Дяков режисьорът Рангел Вълчанов прави филма „С любов и нежност“ по сценарий на Валери Петров. Във филма скулпторът играе себе си и е автор на феропластиката.
Документален филм за Александър Дяков – „Дух и материя“ – създава режисьорът Михаил Венков, сценарист е  Невелина Попова.
Велимир Попов в книгата си „Трето полувреме“ разказва истории с главен герой Александър Дяков. За него той е  „една от най-колоритните фигури на софийската бохема – чешит, бунтар и непукист. Голям скулптор, Сашо Дяков дарява и българското кино с една уникална с изповедалността си роля във филма на Рангел Вълчанов „С любов и нежност“.